# Меланезия
Меланезия е субрегион в Океания, разпростиращ се от Нова Гвинея при Арафурско море на изток до Фиджи.
Регионът включва четири независими държави: Вануату, Соломонови острови, Фиджи и Папуа Нова Гвинея, както и френското владение Нова Каледония и индонезийския регион Западна Нова Гвинея. По-голямата част от регион попада в южното полукълбо.
Наименованието Меланезия (от гръцки: μέλας – „черен“ и νῆσος – „остров“) се превежда буквално като „Острови на черните хора“. Това име се налага навярно поради тъмната пигментация на кожата на меланезийците. Този термин е използван за пръв път от Жул Дюмон-Дюрвил през 1832 г.

## География
Често се прави разграничение между островите на Нова Гвинея и т.нар. Островна Меланезия, съставена от верига от архипелази, острови, атоли и рифове, образуващи външната граница на овалообразното коралово море. Това включва Луизиада (част от Папуа Нова Гвинея), Бисмарк (част от Папуа Нова Гвинея и Соломоновите острови) и Санта Крус (част от Соломоновите острови). Държавата Вануату е съставена от островната верига Нови Хебриди. Нова Каледония е съставена от един голям остров и няколко по-малки групи, сред които Лоайоте. Държавата Фиджи е съставена от два основни острова, Вити Леву и Вануа Леву, и по-малки острови.
Националните граници понякога преминават през архипелазите. Имената на политическите единици в региона са се променили с времето, като някои са запазили както традиционните си наименования, така и европейските.
Освен горепосочените острови, има и по-малки острови и атоли в Меланезия, сред които:
- Раджа Ампат, Западна Папуа
- Норфолк, Австралия
- Ротума, Фиджи
- Тробриан, Папуа Нова Гвинея

Норфолк обаче има археологически доказателства за по-скоро източнополинезийски, отколкото меланезийски поселения. Ротума има силни културни връзки с Полинезия.
Климатът е преобладаващо екваториален и субекваториален.

## Политическа география
Следните държави се считат за част от Меланезия:
- Фиджи
- Папуа Нова Гвинея
- Соломонови острови
- Вануату

Меланезия също включва:
- Нова Каледония – владение на Франция
- Западна Папуа и Папуа – западната част на остров Нова Гвинея, част от Индонезия

Няколко меланезийски държави са членки на междуправителствени организации. Папуа Нова Гвинея, Соломоновите острови и Вануату са членки на Общността на нациите.

## История
Народите на Меланезия имат отличително потекло. Заедно с коренното население на Австралия, за тях се вярва, че произлизат от австралоиди, които мигрират от Африка преди около 50 000 – 100 000 години и се разпръсват по южния край на Азия, поставяйки началото на австралоидно население по различни места, включително Южна Индия, Шри Ланка, Андаманските острови, Филипините и други. Ограничението на тази древна миграция е Сахул, континентът, образуван от свързаните Австралия и Нова Гвинея, поради ниското ниво на световния океан. Първата миграция в Сахул се случва преди около 40 000 години. По-нататъшно разширение към източните острови на Меланезия се случва много по-късно, вероятно между 4000 и 3000 г. пр.н.е.
Особено по протежение на северния бряг на Нова Гвинея и на островите на север и изток от Нова Гвинея, австронезийците, които мигрират в района преди около 3000 години, установяват контакт с тамошните заселения на папуанци. В края на 20 век някои изследователи споделят теорията за дълъг период на взаимодействие между тях, което води до много сложни промени в генетиката, културата и езиците сред тези народи. Тази полинезийска теория обаче е в противоречие с резултатите от генетично проучване, публикувано от университета Темпъл през 2008 г. Според него, нито полинезийците, нито микронезийците имат генетично отношение към меланезийците. Изглежда, че след като са развили своите канута за плаване, потомците на полинезийците мигрират от Източна Азия, преминават през Меланезия бързо и продължават на изток, където се настаняват. Остават малко генетични следи в Меланезия.

## Икономика
Основно икономическо значение в Меланезия имат кокосовите палми, каучука, захарната тръстика, какаото и кафето. Развито е животновъдството и риболова.